# Cộng đồng kinh tế
Cộng đồng kinh tế là một loại khối thương mại bao gồm một thị trường chung với một liên minh hải quan. Các nước tham gia có cả chính sách chung về điều tiết sản phẩm, tự do di chuyển hàng hóa, dịch vụ và các yếu tố sản xuất (tư bản và lao động) và một chính sách thương mại đối ngoại chung. Khi một liên minh kinh tế liên quan đến việc thống nhất tiền tệ, nó trở thành một liên minh kinh tế và tiền tệ.
Mục đích thành lập một liên minh kinh tế thường bao gồm tăng hiệu quả kinh tế và thiết lập mối quan hệ chính trị và văn hóa chặt chẽ hơn giữa các quốc gia thành viên.
Liên minh kinh tế được thành lập thông qua hiệp ước thương mại.